# Cirrospilus suaedaegallarum
Cirrospilus suaedaegallarum is een vliesvleugelig insect uit de familie Eulophidae. De wetenschappelijke naam is voor het eerst geldig gepubliceerd in 1971 door Viggiani.